# Bourdic
Bourdic là một xã trong tỉnh Gard thuộc vùng Occitanie phía nam Pháp. Khu vực này có độ cao 86 mét trên mực nước biển.